# Marele Premiu al Canadei
Marele Premiu al Canadei este o cursă organizată anual în Montréal, Canada, care face parte din calendarul Formulei 1 până în 2024.
Cursa datează încă din 1961. La început, evenimentul a avut loc în diferite locații precum Mosport sau Circuit Mont-Tremblant, înainte de a-și găsi casa curentă. De atunci, Circuitul Gilles Villeneuve din Montreal a avut o apariție regulată în Formula 1.

## Edițiile Marelui Premiu al Canadei (Formula 1)
| An     | Pole position      | Cel mai rapid tur       | Pilotul câștigător | Constructorul câștigător    | Circuit           | Detalii           |
| ------ | ------------------ | ----------------------- | ------------------ | --------------------------- | ----------------- | ----------------- |
| 1967   | Jim Clark          | Jim Clark               | Jack Brabham       | Brabham-Repco               | Mosport Park      | Detalii           |
| 1968   | Jochen Rindt       | Jo Siffert              | Denny Hulme        | McLaren-Ford                | Mont-Tremblant    | Detalii           |
| 1969   | Jacky Ickx         | Jacky Ickx Jack Brabham | Jacky Ickx         | Brabham-Ford                | Mosport Park      | Detalii           |
| 1970   | Jackie Stewart     | Clay Regazzoni          | Jacky Ickx         | Ferrari                     | Mont-Tremblant    | Detalii           |
| 1971   | Jackie Stewart     | Denny Hulme             | Jackie Stewart     | Tyrrell-Ford                | Mosport Park      | Detalii           |
| 1972   | Peter Revson       | Jackie Stewart          | Jackie Stewart     | Tyrrell-Ford                | Mosport Park      | Detalii           |
| 1973   | Ronnie Peterson    | Emerson Fittipaldi      | Peter Revson       | McLaren-Ford                | Mosport Park      | Detalii           |
| 1974   | Emerson Fittipaldi | Niki Lauda              | Emerson Fittipaldi | McLaren-Ford                | Mosport Park      | Detalii           |
| 1975   | Nu s-a desfășurat  | Nu s-a desfășurat       | Nu s-a desfășurat  | Nu s-a desfășurat           | Nu s-a desfășurat | Nu s-a desfășurat |
| 1976   | James Hunt         | Patrick Depailler       | James Hunt         | McLaren-Ford                | Mosport Park      | Detalii           |
| 1977   | Mario Andretti     | Mario Andretti          | Jody Scheckter     | Wolf-Ford                   | Mosport Park      | Detalii           |
| 1978   | Jean-Pierre Jarier | Alan Jones              | Gilles Villeneuve  | Ferrari                     | Île Notre-Dame    | Detalii           |
| 1979   | Alan Jones         | Alan Jones              | Alan Jones         | Williams-Ford               | Île Notre-Dame    | Detalii           |
| 1980   | Nelson Piquet      | Didier Peroni           | Alan Jones         | Williams-Ford               | Île Notre-Dame    | Detalii           |
| 1981   | Nelson Piquet      | John Watson             | Jacques Laffite    | Talbot Ligier-Matra         | Île Notre-Dame    | Detalii           |
| 1982   | Didier Peroni      | Didier Peroni           | Nelson Piquet      | Brabham-BMW                 | Gilles Villeneuve | Detalii           |
| 1983   | René Arnoux        | Patrick Tambay          | René Arnoux        | Ferrari                     | Gilles Villeneuve | Detalii           |
| 1984   | Nelson Piquet      | Nelson Piquet           | Nelson Piquet      | Brabham-BMW                 | Gilles Villeneuve | Detalii           |
| 1985   | Elio de Angelis    | Ayrton Senna            | Michele Alboreto   | Ferrari                     | Gilles Villeneuve | Detalii           |
| 1986   | Nigel Mansell      | Nelson Piquet           | Nigel Mansell      | Williams-Honda              | Gilles Villeneuve | Detalii           |
| 1987   | Nu s-a desfășurat  | Nu s-a desfășurat       | Nu s-a desfășurat  | Nu s-a desfășurat           | Nu s-a desfășurat | Nu s-a desfășurat |
| 1988   | Ayrton Senna       | Ayrton Senna            | Ayrton Senna       | McLaren-Honda               | Gilles Villeneuve | Detalii           |
| 1989   | Alain Prost        | Jonathan Palmer         | Thierry Boutsen    | Williams-Renault            | Gilles Villeneuve | Detalii           |
| 1990   | Ayrton Senna       | Alain Prost             | Ayrton Senna       | McLaren-Honda               | Gilles Villeneuve | Detalii           |
| 1991   | Riccardo Patrese   | Nigel Mansell           | Nelson Piquet      | Benetton-Ford               | Gilles Villeneuve | Detalii           |
| 1992   | Ayrton Senna       | Gerhard Berger          | Gerhard Berger     | McLaren-Honda               | Gilles Villeneuve | Detalii           |
| 1993   | Alain Prost        | Alain Prost             | Alain Prost        | Williams                    | Gilles Villeneuve | Detalii           |
| 1994   | Michael Schumacher | Michael Schumacher      | Michael Schumacher | Benetton-Ford               | Gilles Villeneuve | Detalii           |
| 1995   | Michael Schumacher | Michael Schumacher      | Jean Alesi         | Ferrari                     | Gilles Villeneuve | Detalii           |
| 1996   | Damon Hill         | Jacques Villeneuve      | Damon Hill         | Williams-Renault            | Gilles Villeneuve | Detalii           |
| 1997   | Michael Schumacher | David Coulthard         | Michael Schumacher | Ferrari                     | Gilles Villeneuve | Detalii           |
| 1998   | David Coulthard    | Michael Schumacher      | Michael Schumacher | Ferrari                     | Gilles Villeneuve | Detalii           |
| 1999   | Michael Schumacher | Eddie Irvine            | Mika Häkkinen      | McLaren-Mercedes            | Gilles Villeneuve | Detalii           |
| 2000   | Michael Schumacher | Mika Häkkinen           | Michael Schumacher | Ferrari                     | Gilles Villeneuve | Detalii           |
| 2001   | Michael Schumacher | Michael Schumacher      | Ralf Schumacher    | Williams-BMW                | Gilles Villeneuve | Detalii           |
| 2002   | Juan Pablo Montoya | Juan Pablo Montoya      | Michael Schumacher | Ferrari                     | Gilles Villeneuve | Detalii           |
| 2003   | Ralf Schumacher    | Fernando Alonso         | Michael Schumacher | Ferrari                     | Gilles Villeneuve | Detalii           |
| 2004   | Ralf Schumacher    | Rubens Barrichello      | Michael Schumacher | Ferrari                     | Gilles Villeneuve | Detalii           |
| 2005   | Jenson Button      | Kimi Räikkönen          | Kimi Räikkönen     | McLaren-Mercedes            | Gilles Villeneuve | Detalii           |
| 2006   | Fernando Alonso    | Kimi Räikkönen          | Fernando Alonso    | Renault                     | Gilles Villeneuve | Detalii           |
| 2007   | Lewis Hamilton     | Fernando Alonso         | Lewis Hamilton     | McLaren-Mercedes            | Gilles Villeneuve | Detalii           |
| 2008   | Lewis Hamilton     | Kimi Räikkönen          | Robert Kubica      | BMW Sauber                  | Gilles Villeneuve | Detalii           |
| 2009   | Nu s-a desfășurat  | Nu s-a desfășurat       | Nu s-a desfășurat  | Nu s-a desfășurat           | Nu s-a desfășurat | Nu s-a desfășurat |
| 2010   | Lewis Hamilton     | Robert Kubica           | Lewis Hamilton     | McLaren-Mercedes            | Gilles Villeneuve | Detalii           |
| 2011   | Sebastian Vettel   | Jenson Button           | Jenson Button      | McLaren-Mercedes            | Gilles Villeneuve | Detalii           |
| 2012   | Sebastian Vettel   | Sebastian Vettel        | Lewis Hamilton     | McLaren-Mercedes            | Gilles Villeneuve | Detalii           |
| 2013   | Sebastian Vettel   | Mark Webber             | Sebastian Vettel   | Red Bull Racing-Renault     | Gilles Villeneuve | Detalii           |
| 2014   | Nico Rosberg       | Felipe Massa            | Daniel Ricciardo   | Red Bull Racing-Renault     | Gilles Villeneuve | Detalii           |
| 2015   | Nico Rosberg       | Sebastian Vettel        | Lewis Hamilton     | Mercedes                    | Gilles Villeneuve | Detalii           |
| 2016   | Lewis Hamilton     | Nico Rosberg            | Lewis Hamilton     | Mercedes                    | Gilles Villeneuve | Detalii           |
| 2017   | Lewis Hamilton     | Lewis Hamilton          | Lewis Hamilton     | Mercedes                    | Gilles Villeneuve | Detalii           |
| 2018   | Sebastian Vettel   | Daniel Ricciardo        | Sebastian Vettel   | Ferrari                     | Gilles Villeneuve | Detalii           |
| 2019   | Sebastian Vettel   | Valtteri Bottas         | Lewis Hamilton     | Mercedes                    | Gilles Villeneuve | Detalii           |
| 2020   | Nu s-a desfășurat  | Nu s-a desfășurat       | Nu s-a desfășurat  | Nu s-a desfășurat           | Nu s-a desfășurat | Nu s-a desfășurat |
| 2021   | Nu s-a desfășurat  | Nu s-a desfășurat       | Nu s-a desfășurat  | Nu s-a desfășurat           | Nu s-a desfășurat | Nu s-a desfășurat |
| 2022   | Max Verstappen     | Carlos Sainz Jr.        | Max Verstappen     | Red Bull Racing-RBPT        | Gilles Villeneuve | Detalii           |
| 2023   | Max Verstappen     | Sergio Pérez            | Max Verstappen     | Red Bull Racing- Honda RBPT | Gilles Villeneuve | Detalii           |
| 2024   | George Russell     | Lewis Hamilton          | Max Verstappen     | Red Bull Racing- Honda RBPT | Gilles Villeneuve | Detalii           |
| An     | Pole position      | Cel mai rapid tur       | Pilotul câștigător | Constructorul câștigător    | Circuit           | Detalii           |
| Sursa: |                    |                         |                    |                             |                   |                   |

### Statistici
Cinci piloți au obținut cel puțin câte un hat-trick (pole position, cel mai rapid tur și victorie într-o cursă): Jacky Ickx în 1969, Alan Jones în 1979, Nelson Piquet în 1984, Michael Schumacher în 1994 și Lewis Hamilton în 2017.
Piloții și echipele îngroșate concurează în sezonul actual de Formula 1.

#### Multipli câștigători
| Victorii | Pilot              | Ani                                      |
| -------- | ------------------ | ---------------------------------------- |
| 7        | Michael Schumacher | 1994, 1997, 1998, 2000, 2002, 2003, 2004 |
| 7        | Lewis Hamilton     | 2007, 2010, 2012, 2015, 2016, 2017, 2019 |
| 3        | Nelson Piquet      | 1982, 1984, 1991                         |
| 3        | Max Verstappen     | 2022, 2023, 2024                         |
| 2        | Jacky Ickx         | 1969, 1970                               |
| 2        | Jackie Stewart     | 1971, 1972                               |
| 2        | Alan Jones         | 1979, 1980                               |
| 2        | Ayrton Senna       | 1988, 1990                               |
| 2        | Sebastian Vettel   | 2013, 2018                               |

| Victorii | Constructor | Ani                                                                          |
| -------- | ----------- | ---------------------------------------------------------------------------- |
| 13       | McLaren     | 1968, 1973, 1974, 1976, 1988, 1990, 1992, 1999, 2005, 2007, 2010, 2011, 2012 |
| 12       | Ferrari     | 1970, 1978, 1983, 1985, 1995, 1997, 1998, 2000, 2002, 2003, 2004, 2018       |
| 7        | Williams    | 1979, 1980, 1986, 1989, 1993, 1996, 2001                                     |
| 5        | Red Bull    | 2013, 2014, 2022, 2023, 2024                                                 |
| 4        | Brabham     | 1967, 1969, 1982, 1984                                                       |
| 4        | Mercedes    | 2015, 2016, 2017, 2019                                                       |
| 2        | Tyrrell     | 1971, 1972                                                                   |
| 2        | Benetton    | 1991, 1994                                                                   |

#### Multipli deținători depole position
| Pole-uri | Pilot              | Ani                                |
| -------- | ------------------ | ---------------------------------- |
| 6        | Michael Schumacher | 1994, 1995, 1997, 1999, 2000, 2001 |
| 5        | Lewis Hamilton     | 2007, 2008, 2010, 2016, 2017       |
| 5        | Sebastian Vettel   | 2011, 2012, 2013, 2018, 2019       |
| 3        | Nelson Piquet      | 1980, 1981, 1984                   |
| 3        | Ayrton Senna       | 1988, 1990, 1992                   |
| 2        | Jackie Stewart     | 1970, 1971                         |
| 2        | Alain Prost        | 1989, 1993                         |
| 2        | Ralf Schumacher    | 2003, 2004                         |
| 2        | Nico Rosberg       | 2014, 2015                         |
| 2        | Max Verstappen     | 2022, 2023                         |

#### Multipli deținători de cel mai rapid tur
| CMRT | Pilot              | Ani                    |
| ---- | ------------------ | ---------------------- |
| 4    | Michael Schumacher | 1994, 1995, 1998, 2001 |
| 3    | Kimi Räikkönen     | 2005, 2006, 2008       |
| 2    | Alan Jones         | 1978, 1979             |
| 2    | Didier Peroni      | 1980, 1982             |
| 2    | Ayrton Senna       | 1985, 1988             |
| 2    | Nelson Piquet      | 1984, 1986             |
| 2    | Alain Prost        | 1990, 1993             |
| 2    | Fernando Alonso    | 2003, 2007             |
| 2    | Sebastian Vettel   | 2012, 2015             |
| 2    | Lewis Hamilton     | 2017, 2024             |

## Câștigătorii Marelui Premiu al Canadei (Non-Formula 1)
Câștigătorii edițiilor care nu au făcut parte din Campionatul Mondial de Formula 1.
| An   | Pilot           | Constructor         | Locație      |
| ---- | --------------- | ------------------- | ------------ |
| 1961 | Peter Ryan      | Lotus-Climax        | Mosport Park |
| 1962 | Masten Gregory  | Lotus-Climax        | Mosport Park |
| 1963 | Pedro Rodríguez | Ferrari             | Mosport Park |
| 1964 | Pedro Rodríguez | Ferrari             | Mosport Park |
| 1965 | Jim Hall        | Chaparral-Chevrolet | Mosport Park |
| 1966 | Mark Donohue    | Lola-Chevrolet      | Mosport Park |

## Legături externe
- Canadian Grand Prix Official Site
- Canadian Motorsport Hall of Fame
- Circuit Gilles Villeneuve on Google Maps (Current Formula 1 Tracks)
- Canadian Grand Prix Arhivat în 11 octombrie 2008, la Wayback Machine. at The Canadian Encyclopedia